# Glavna
La rue Glavna (en serbe cyrillique : Главна) est située à Belgrade, la capitale de la Serbie, dans la municipalité de Zemun et dans le quartier de Donji Grad.
En serbe, son nom signifie « la rue principale ». Elle abrite de très nombreux édifices anciens, dont beaucoup sont classés. Avec ses boutiques et ses banques, elle constitue également un des pôles commerciaux de Zemun.

## Parcours
La rue Glavna naît au croisement de la rue Dr Petra Markovića et de l'Avijatičarski trg, la « place de l'Aviation », dont elle constitue le prolongement. Elle s'oriente vers le nord-nord-ouest et croise les rues Viktora Bubnja (à gauche), Davidovićeva (à droite), Štrosmajerova (à gauche) et Preradovićeva. Elle croise ensuite la rue Dubrovačka puis les rues Rajačićeva (à gauche) et Zmaj Jovina (à droite). Elle laisse encore sur sa gauche les rues Bežanijska et Oračka puis sur sa droite la rue Karamatina avant de se terminer au niveau du Trg Branka Radičevića qui en constitue le prolongement.

## Architecture

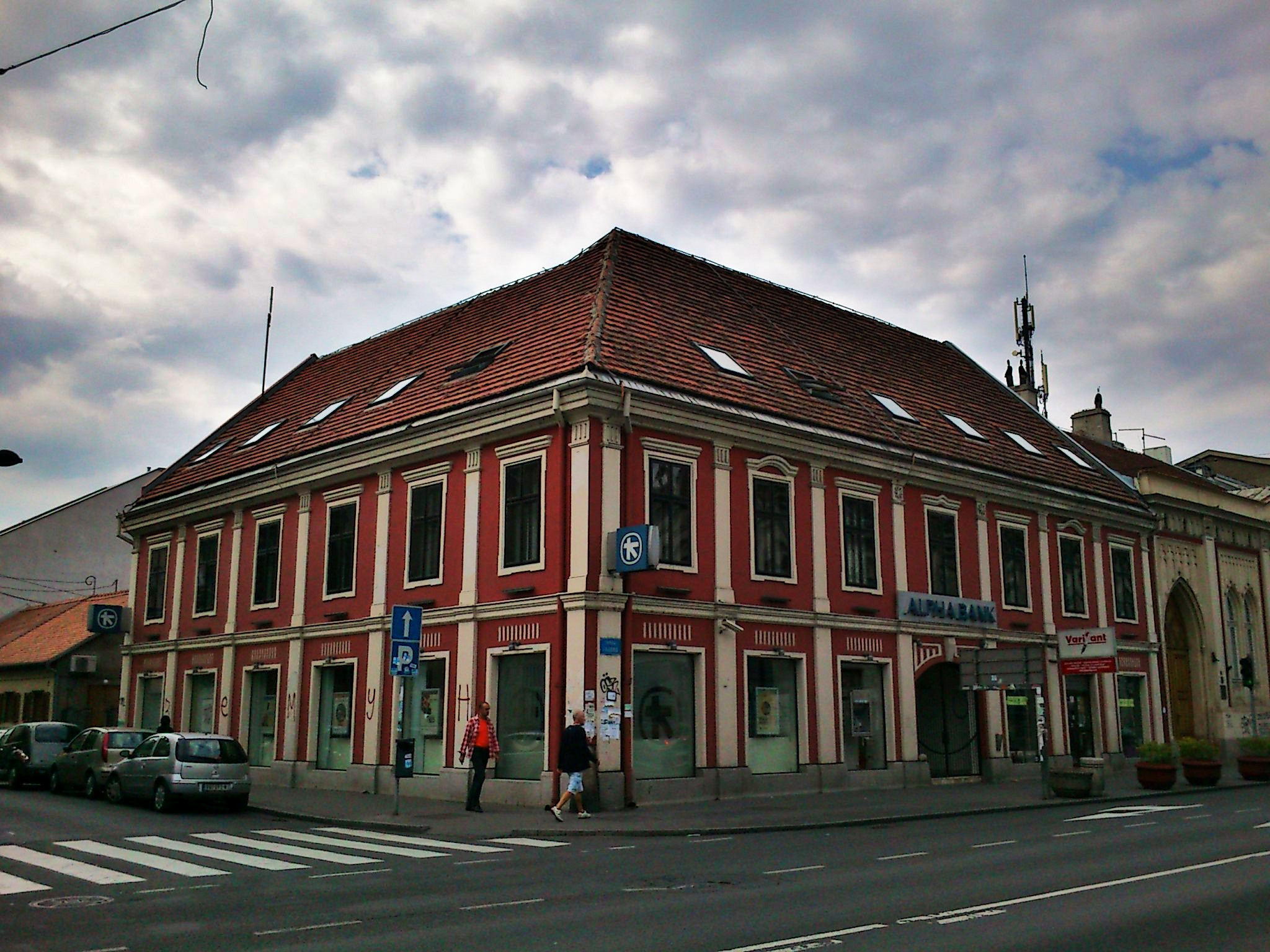
Le bâtiment de l'imprimerie Karamata, au n° 7

La maison natale de Dimitrije Davidović, située à l'angle de la rue Glavna (n° 6) et de la rue Davidovićeva a été construite à la fin du XVIIIe siècle dans un style classique ; en raison de sa valeur architecturale et historique, elle est inscrite sur la liste des monuments culturels de grande importance de la république de Serbie et sur la liste des biens culturels protégés de la ville de Belgrade. Le bâtiment de l'imprimerie Karamata, au n° 7, a été construit au tournant des XVIIIe et XIXe siècles dans un style mêlant des éléments classiques et baroques ; il est aujourd'hui classé,. La maison d'Afrodita Bialo, au n° 45, a été construite vers 1800 et est également classée,. La maison au cadran solaire, située à l'angle de la rue Glavna (n° 23) et de la rue Dubrovačka, a été construite en 1823 et est aujourd'hui classée,. La maison Spirta, au n° 9, construite vers 1840 dans un style néogothique, abrite aujourd'hui le musée de Zemun,. La poste de Zemun, au n° 8, a été construite en 1896 d'après des plans de Dragutin Kapus, l'architecte de la ville de Zemun et a été réalisée par Franjo Jenč, un architecte originaire de Zemun ; elle a été conçue dans un style néorenaissance, avec une influence du baroque nordique, visible notamment dans la décoration du toit,.

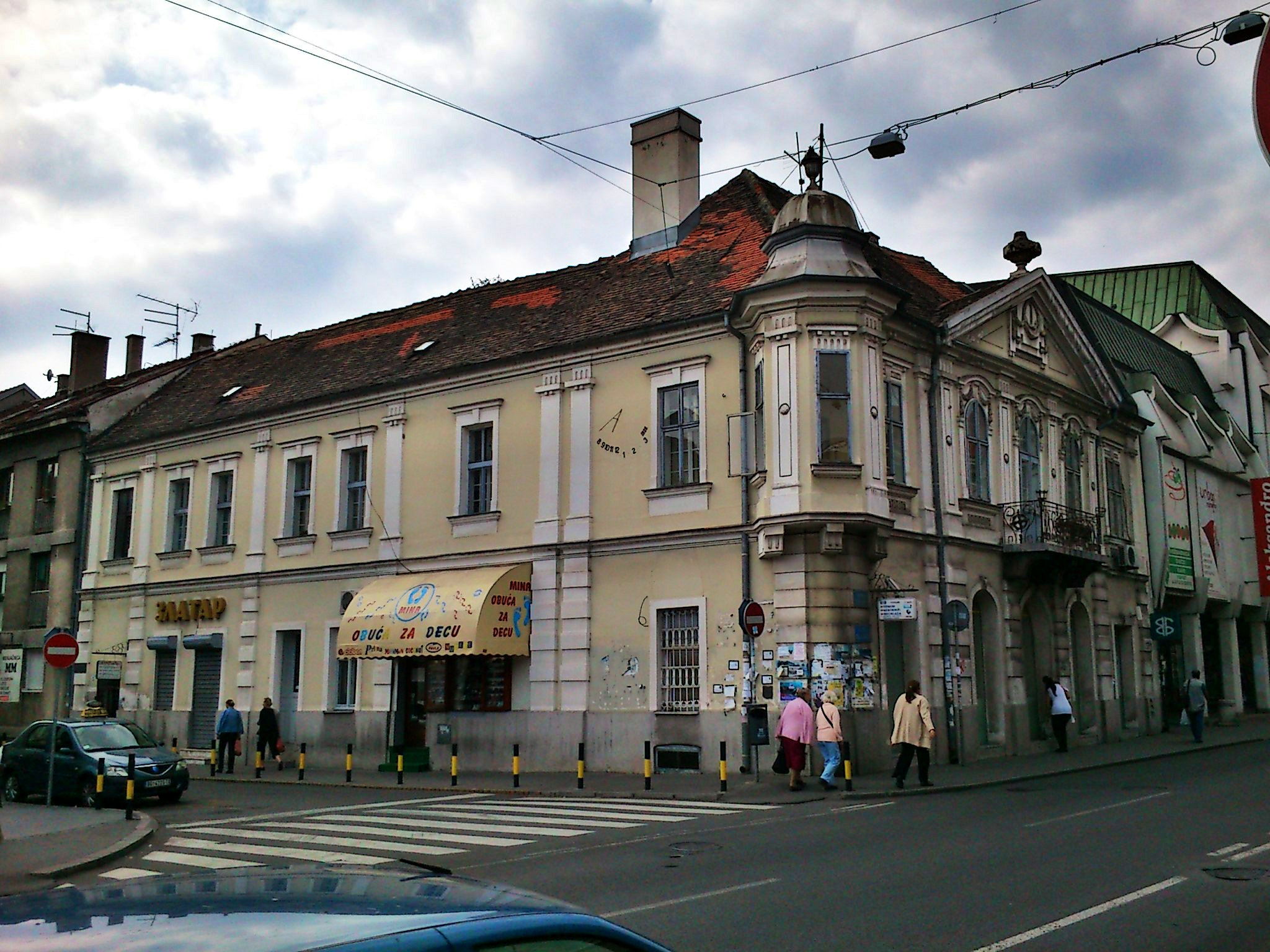
La maison au cadran solaire, au n° 23
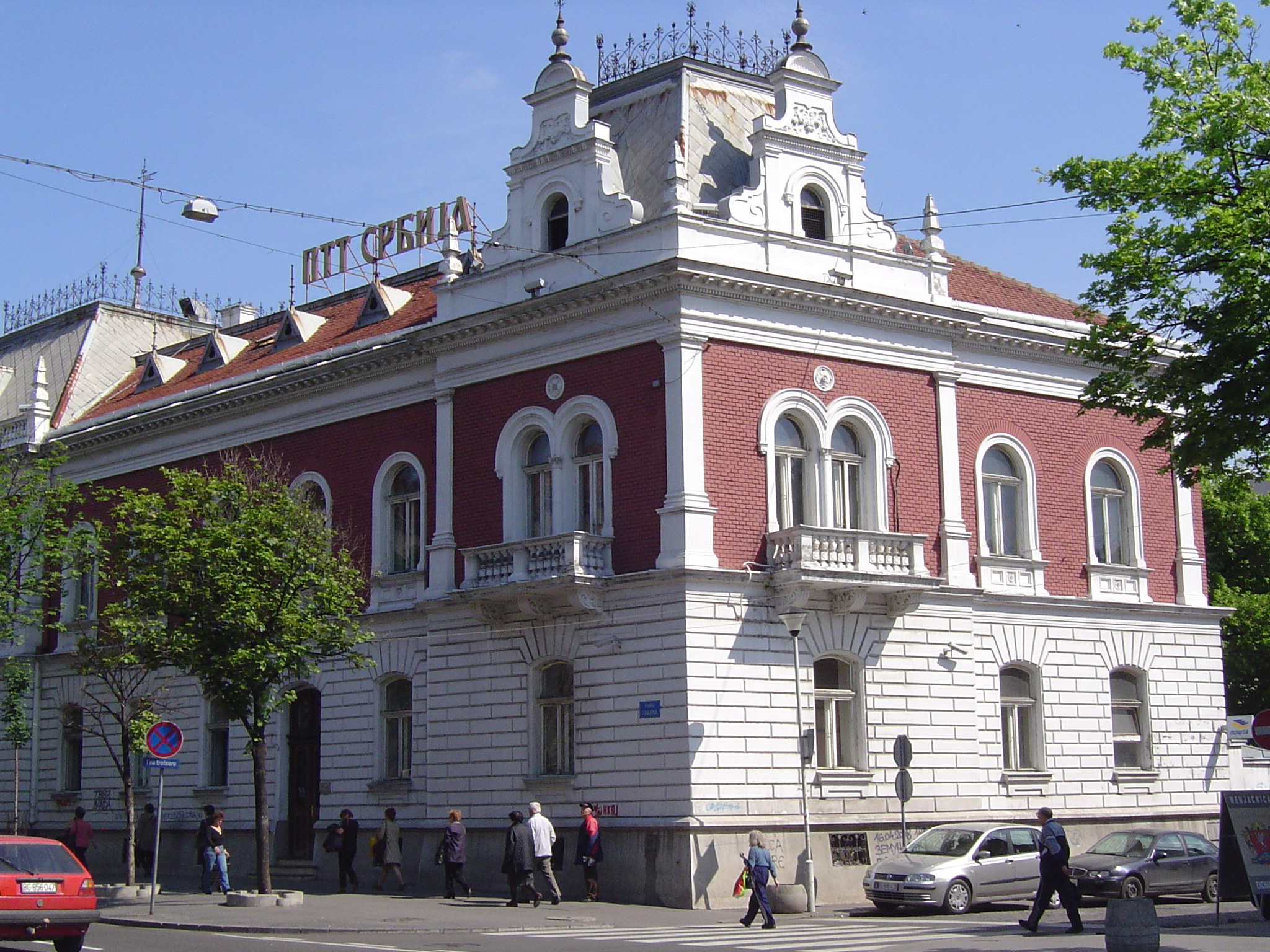
La poste de Zemun, au n° 5

Par ses réalisations, Franjo Jenč (1867-1967), a contribué à façonner l'aspect actuel de la rue.

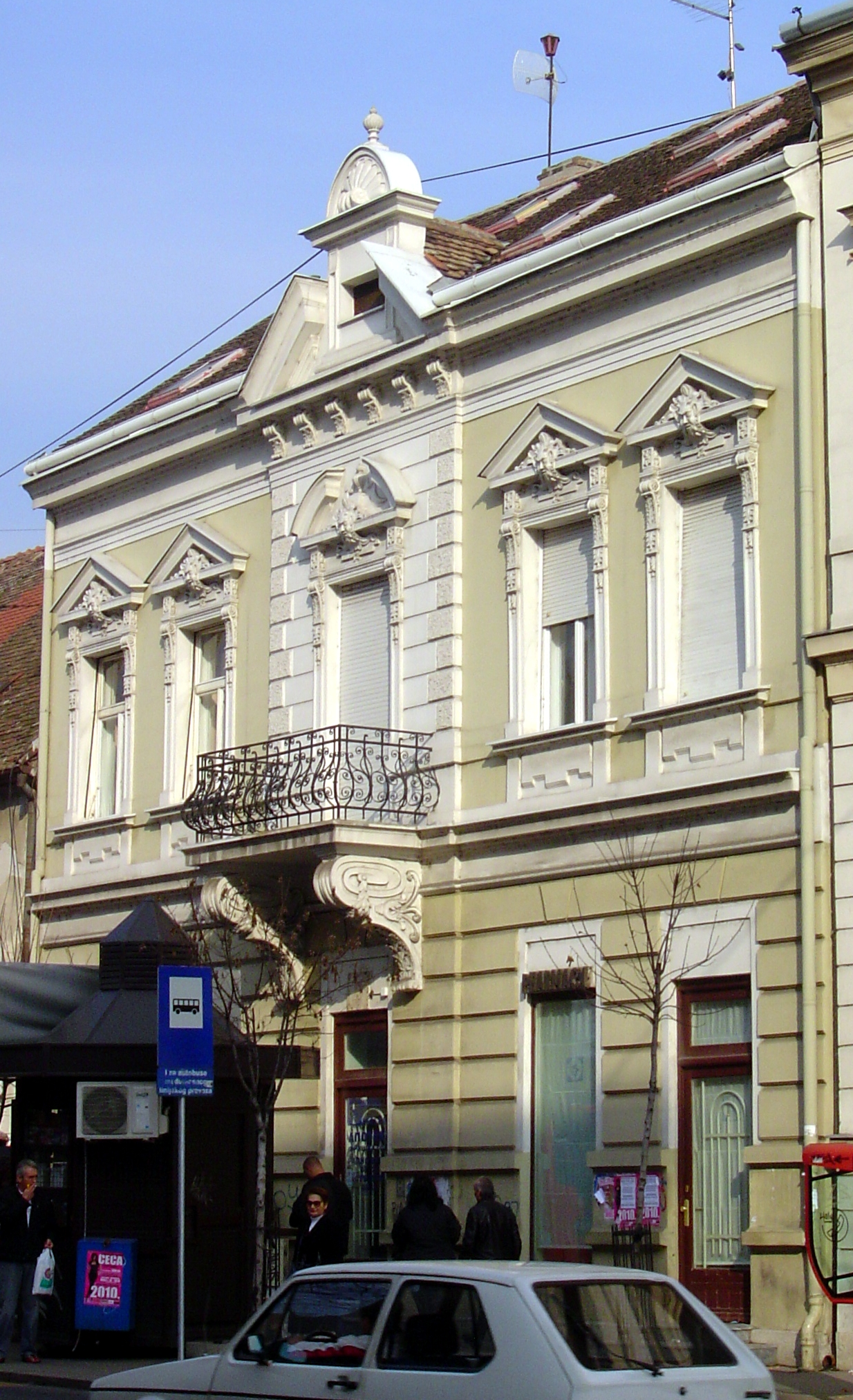
Maison de Magdalena Osvald, 4 rue Glavna, 1904
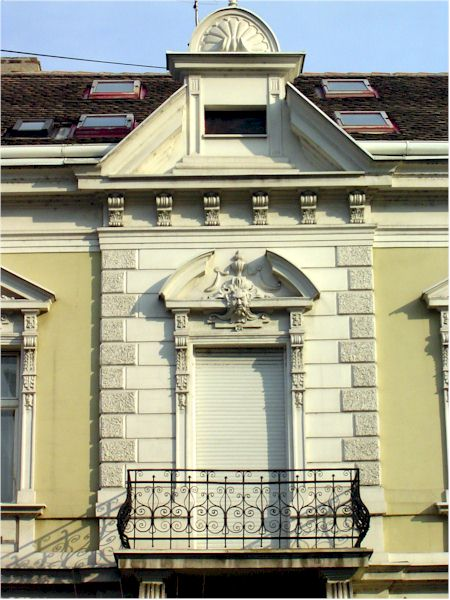
Détail de la façade du 4 rue Glavna
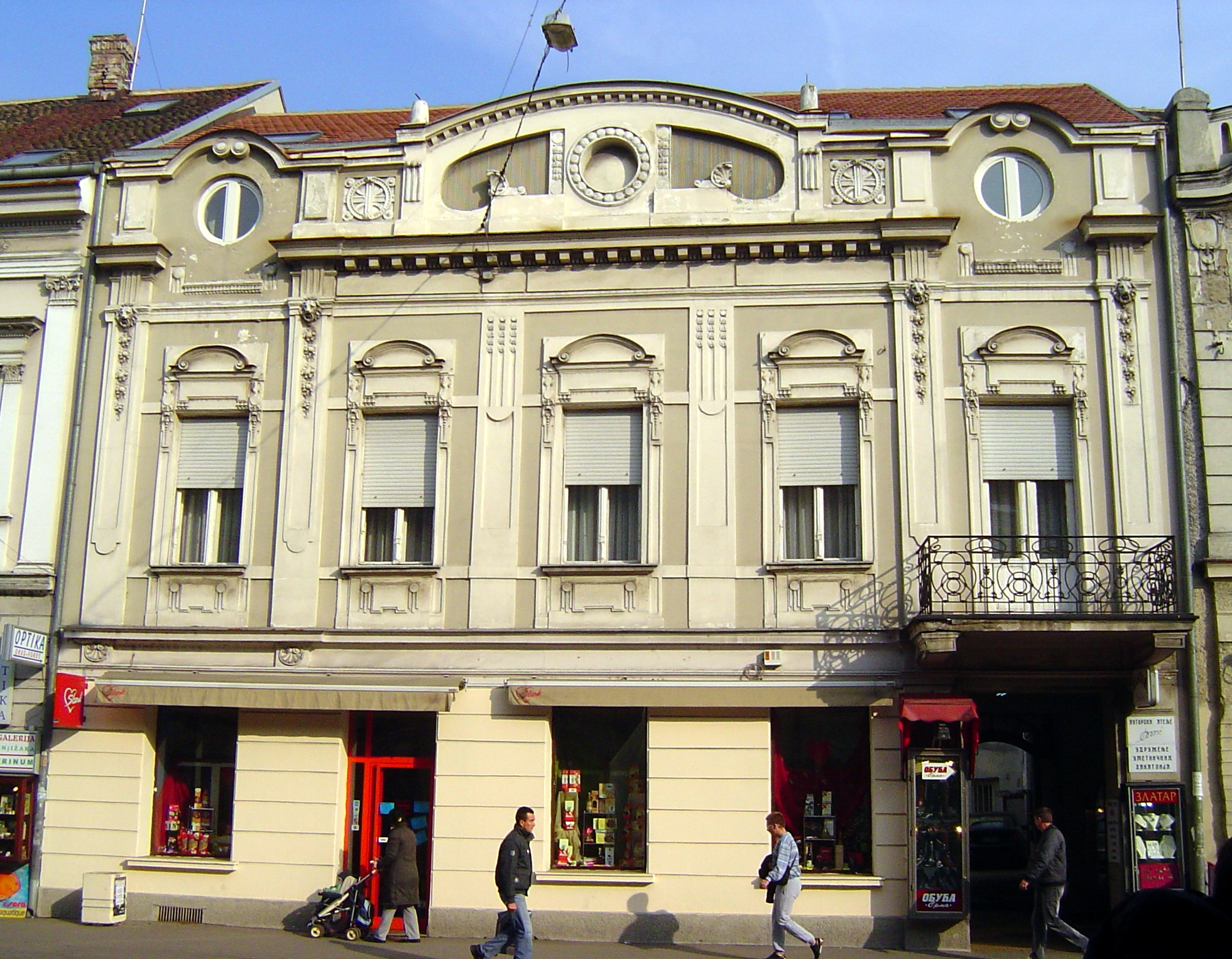
Maison du 14 rue Glavna, reconstruite en 1906
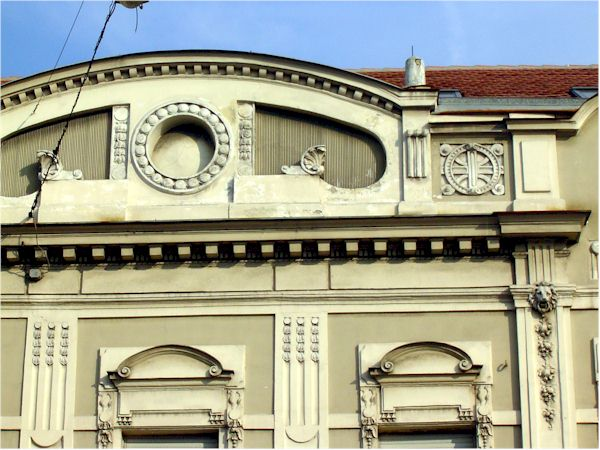
Détail de la façade du 14 rue Glavna
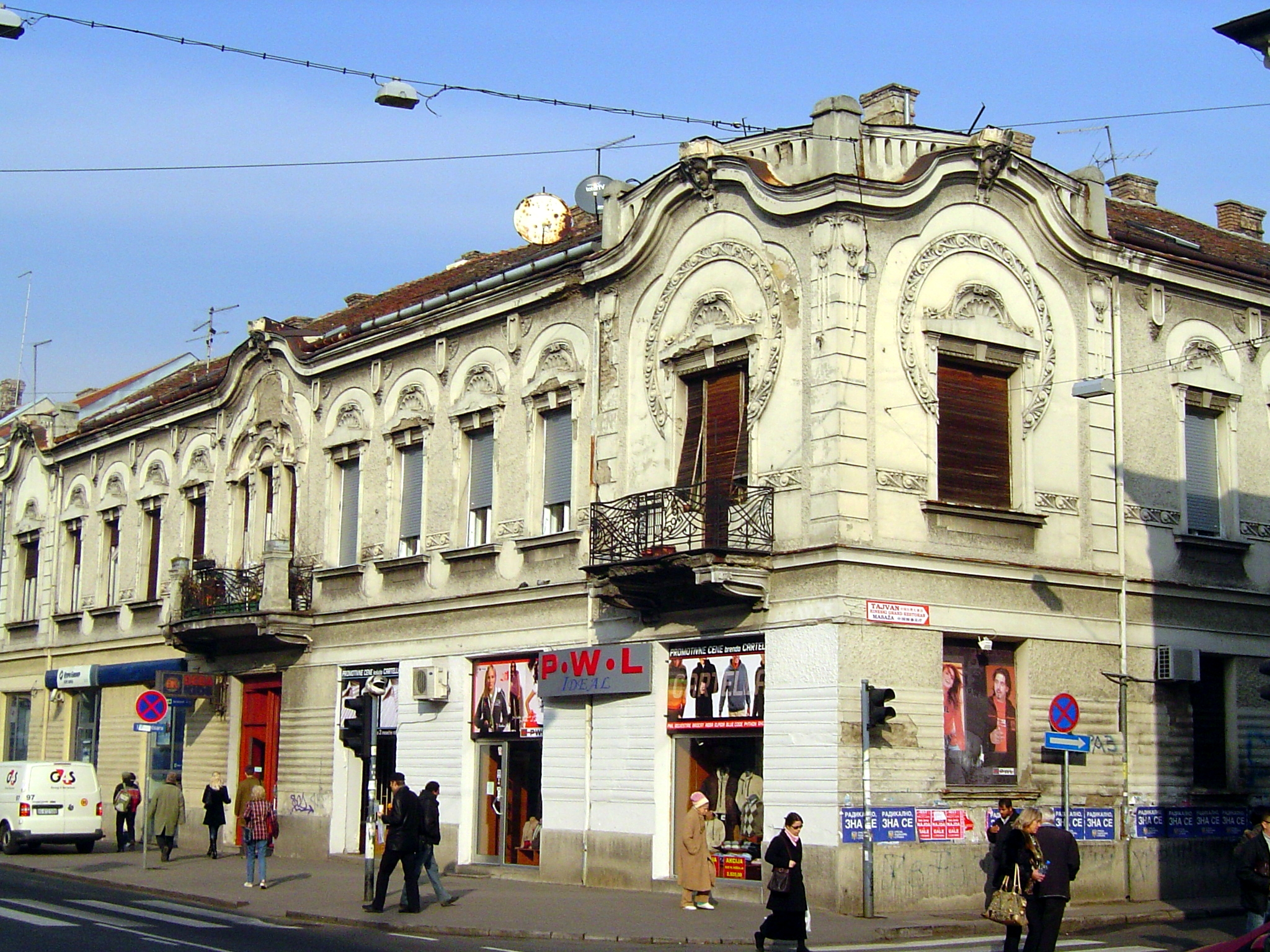
Maison de Katarina Marković, 12 rue Glavna, 1907
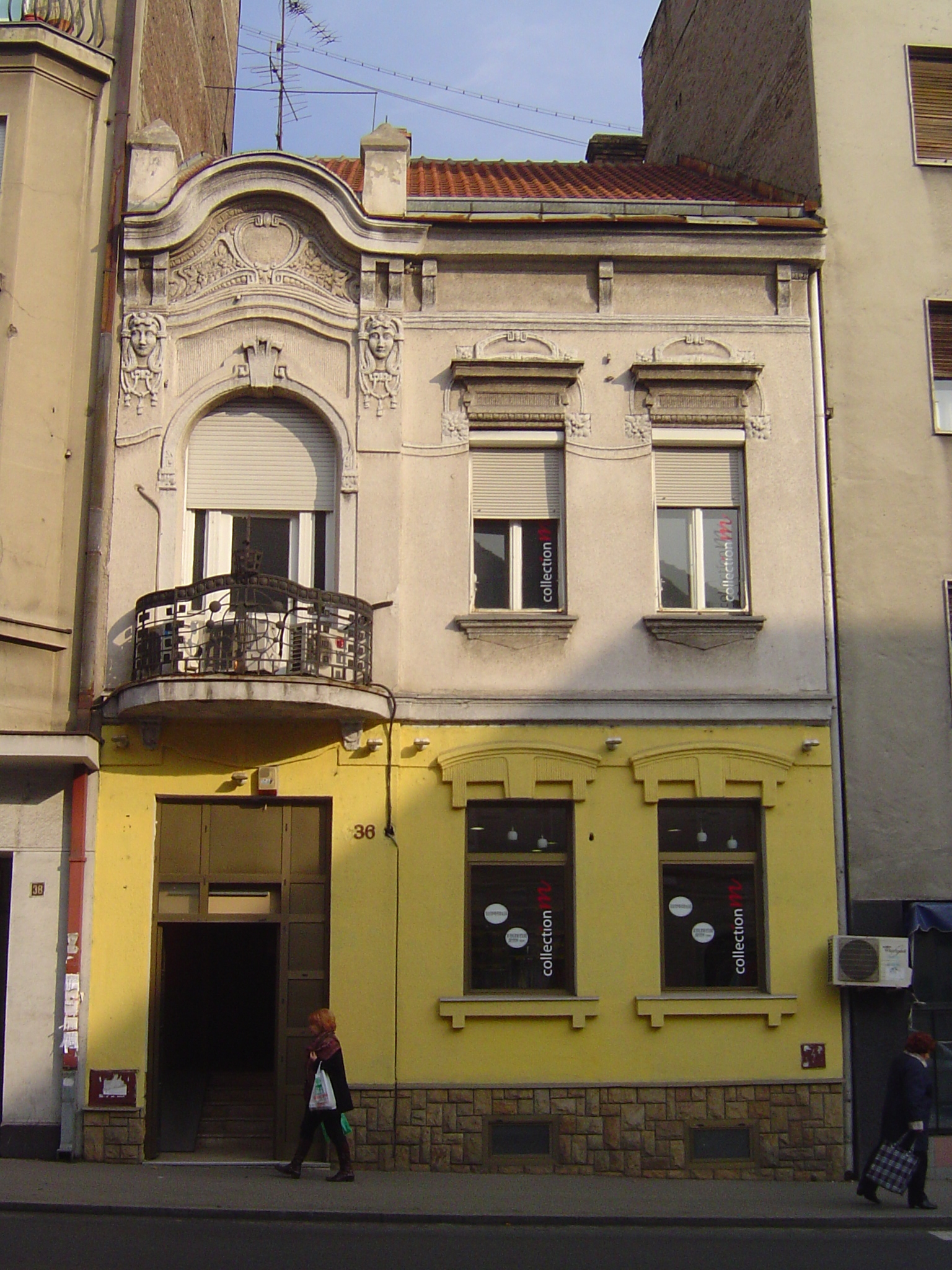
Maison du 36 rue Glavna, 1907
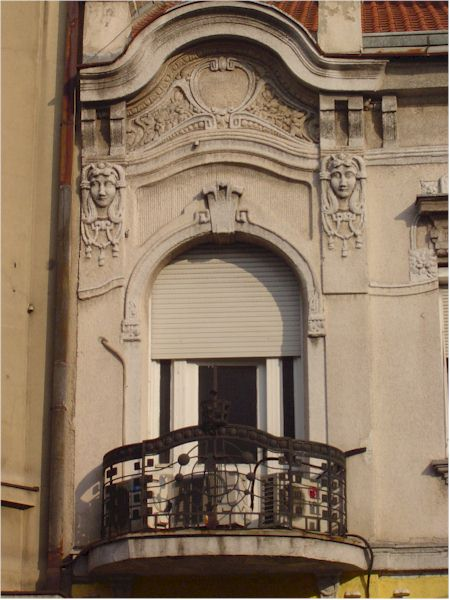
Détail de la façade du 36 rue Glavna
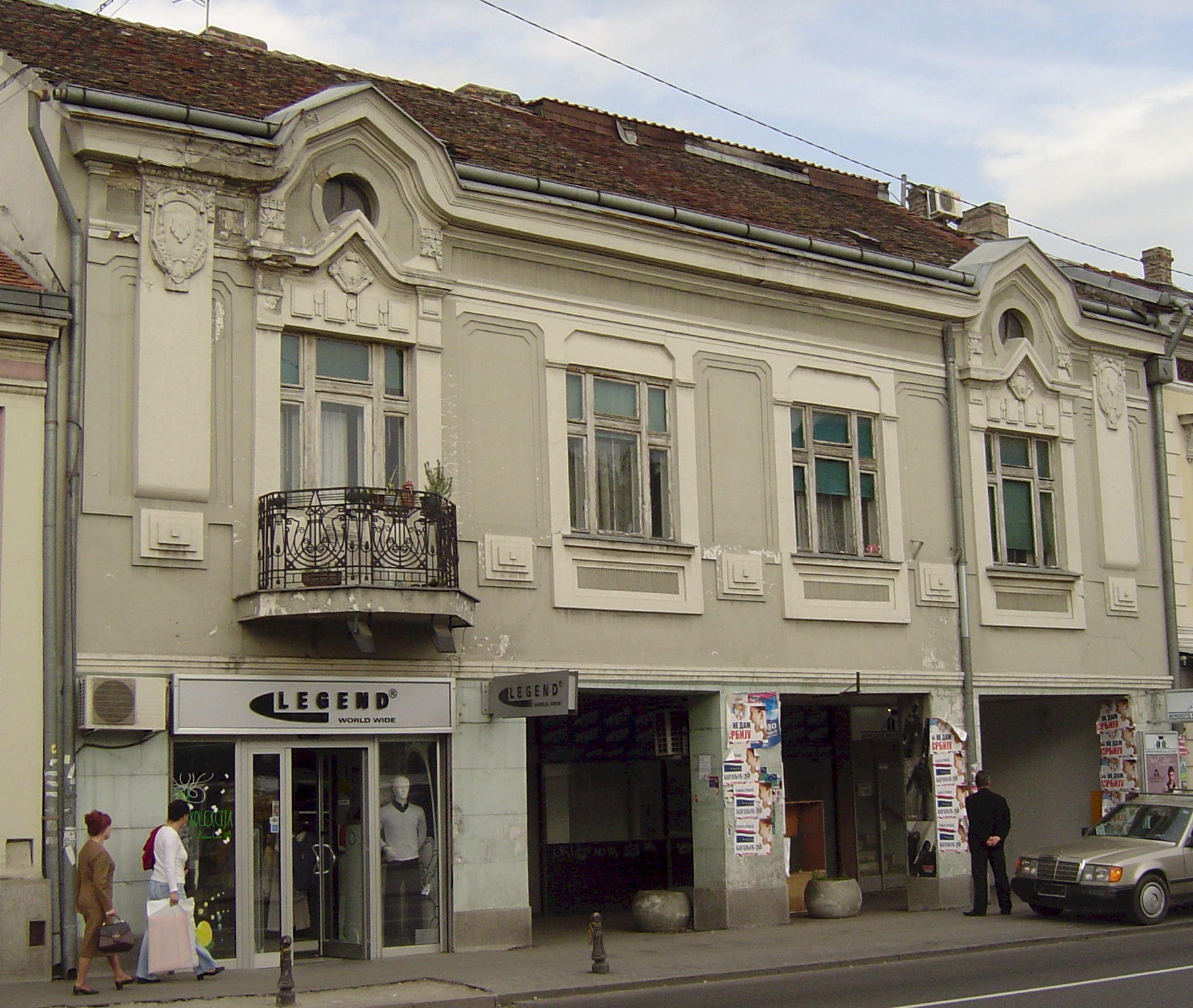
Maison du photographe Gater, 20 rue Glavna, reconstruite en 1908
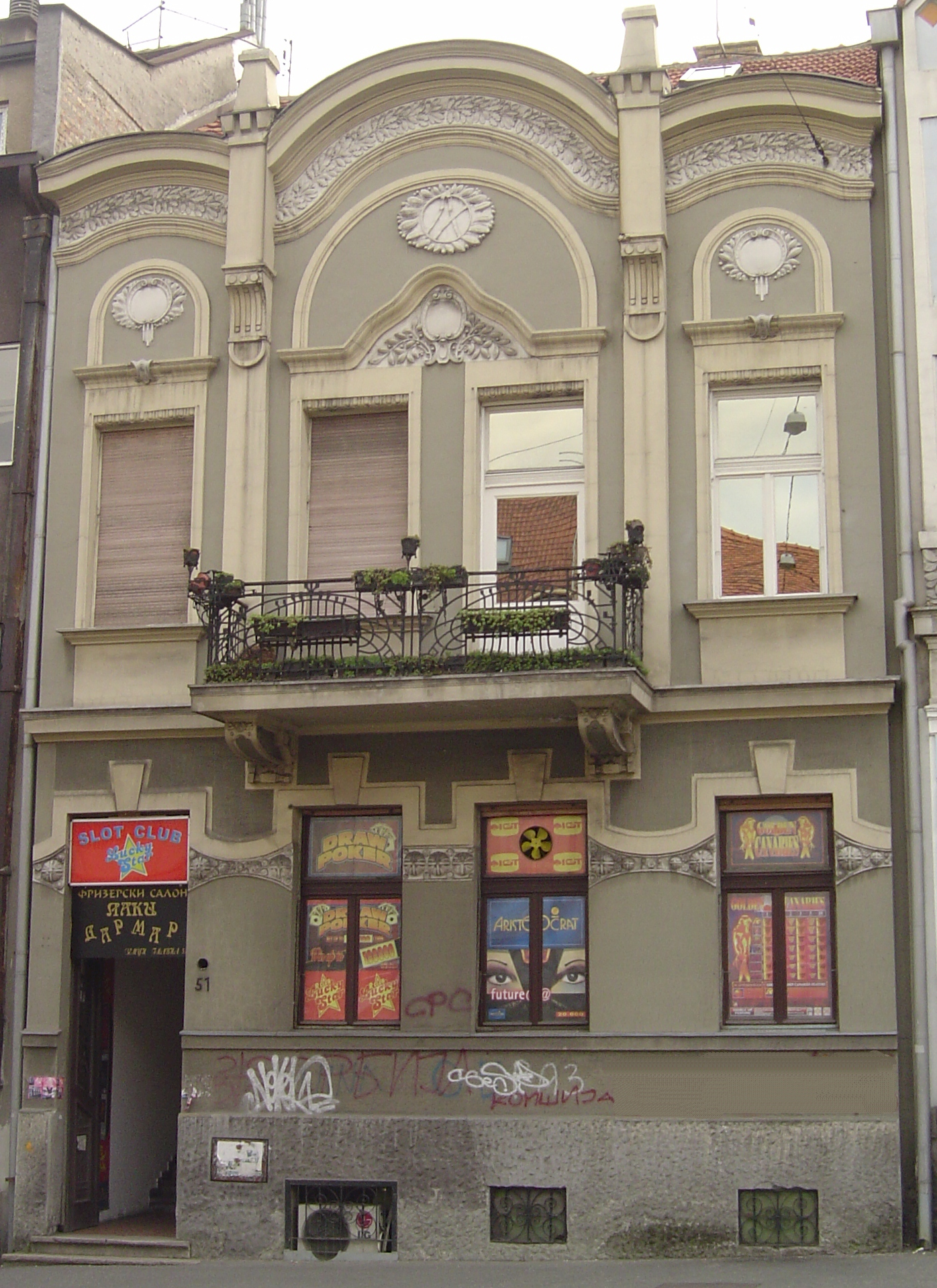
Maison du 51 rue Glavna, 1909
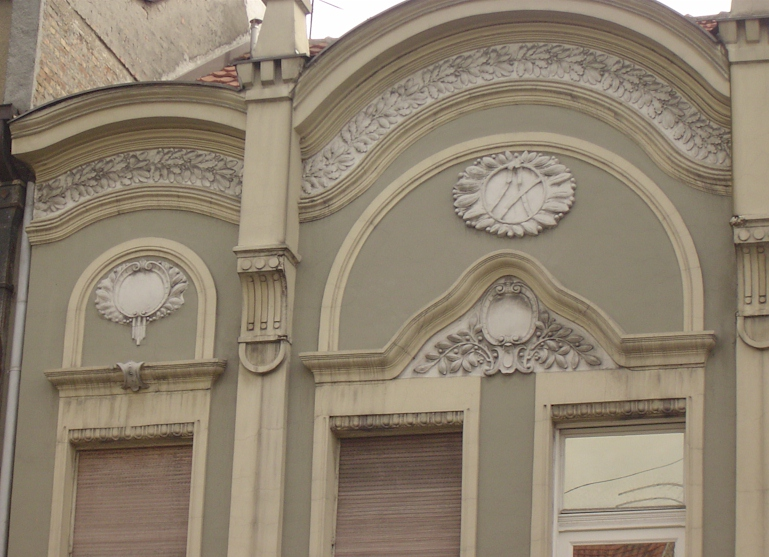
Détail de la façade du 51 rue Glavna

## Culture

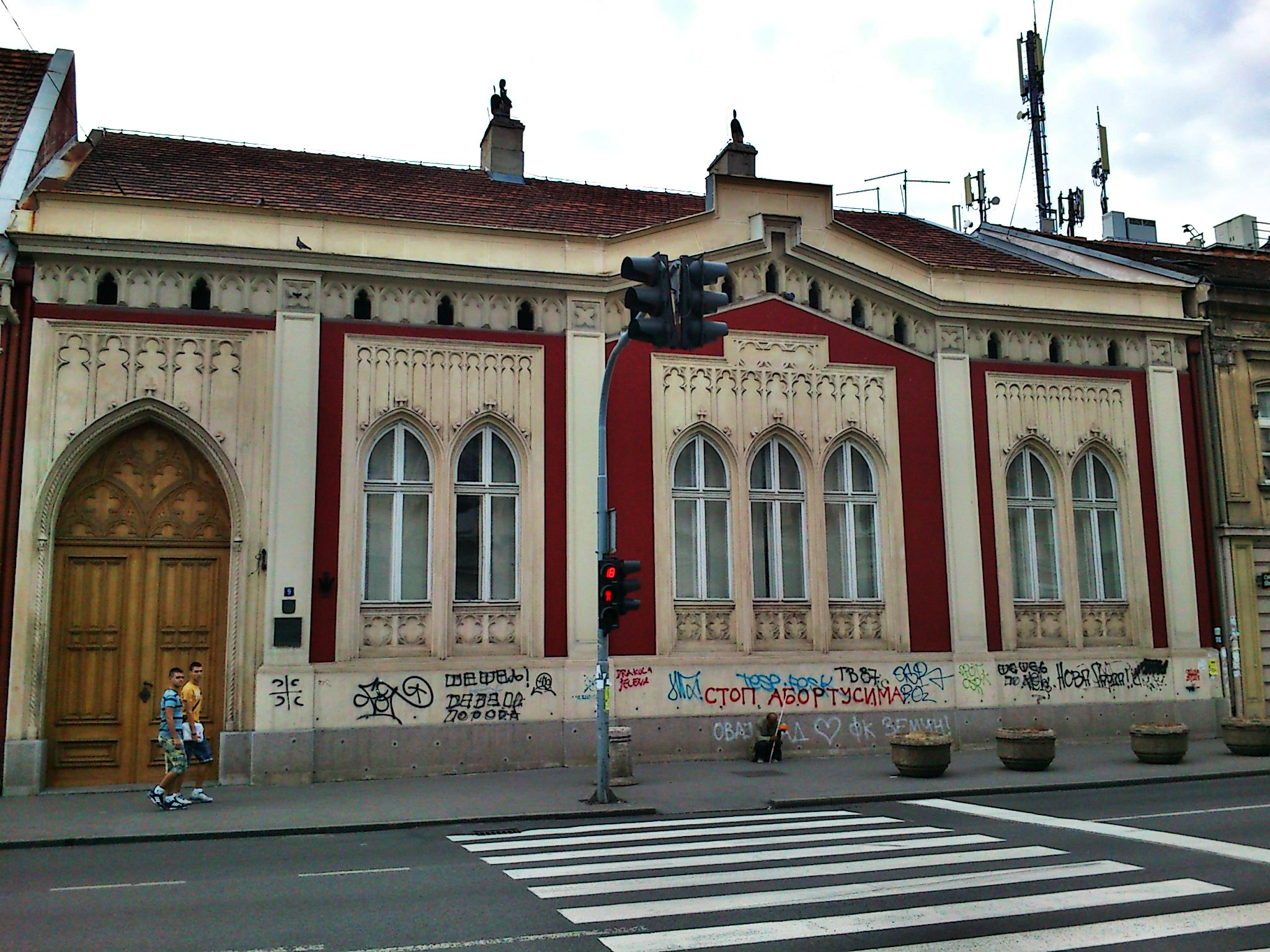
La maison Spirta, au n° 9, qui abrite le musée de Zemun

Le musée de Zemun se trouve au n° 9. L'Opéra et théâtre Madlenianum, situé au n° 32, a ouvert ses portes en 1999, en remplacement de l'ancien Théâtre national de Zemun ; il présente des opéras, des ballets, des pièces de théâtre, des comédies musicales et des concerts.

## Santé
Deux pharmacies du réseau Apoteka Beograd sont situées dans la rue : la pharmacie Fruška Gora, au n° 4, et la pharmacie Zemun, au n° 34.

## Économie
De nombreux magasins se trouvent dans la rue, notamment avec des enseignes nationales et quelques enseignes internationales. Y sont notamment installés un magasin Beba Kids (n° 12), qui vend des vêtements pour les bébés, une Drogerija markt, spécialisée dans les produits biologiques (n° 20), un magasin Benetton (n° 25), un magasin Conforma (n° 36), spécialisé dans la décoration d'intérieur, deux magasins de vêtements Corner Shop (n° 11 et 33), un magasin de vêtements et d'accessoires de sport Đak sport (n° 35), un magasin pour bébés Enci Menci (n° 25), un magasin Lilly drogerie (n° 24) , où l'on vend des produits de beauté et des parfums, un magasin Glam up (n° 26), qui vend des accessoires de mode ou un magasin de vêtements Robne kuće, qui vend aussi des accessoires de mode et des objets décoratifs pour la maison (n° 11-15). La société Brankodex, qui propose une ligne de vêtements pour les hommes et les femmes, a son siège social au n° 18 de la rue ; elle y dispose aussi d'un point de vente.
Un supermarché Mini Maxi est installé au n° 53 et un restaurant McDonald's au n° 21. L'Hôtel Central est situé au n° 10.
On y trouve également plusieurs succursales bancaires, celles de l'Alpha Bank Srbija (n° 7), de la Marfin Bank (n° 11-15), de la Raiffeisen banka (n° 13m), de la Hypo Alpe-Adria-Bank (n° 12), de l'Unicredit Bank Srbija (n° 21), de la Vojvođanska banka (n° 23), de la Banca Intesa (n° 30), de l'Eurobank EFG (n° 30), de la Volksbank (n° 37), de la Erste Bank (n° 42), de la Société Générale Srbija (n° 46) et du ProCredit Bank (n° 47).

## Transports
La rue est desservie par plusieurs lignes de bus de la société GSP Beograd, soit les lignes 17 (Konjarnik – Zemun Gornji Grad), 45 (Novi Beograd Blok 44 – Zemun Novi Grad), 73 (Novi Beograd Blok 45 – Gare de Batajnica), 83 (Crveni krst – Zemun Bačka), 84 (Zeleni venac – Nova Galenika), 704 (Zeleni venac – Zemun polje), 706 (Zeleni venac – Batajnica), 706E (Zemun Kej oslobođenja – Base aérienne de Batajnica) et 707 (Zeleni venac – Mala pruga – Zemun polje).